# Цуруга
Цуру́га (яп. 敦賀市 Цуруга-си) — японский город, расположенный в префектуре Фукуи. Имеет статус города с 1 апреля 1937 года, но само поселение и порт Цуруга существовали задолго до начала XX века. Площадь  составляет 251,20 км², население — 66 764 человека (1 июля 2014), плотность населения — 265,78 чел./км².
В городе расположена атомная электростанция Цуруга.

## Упоминания в истории
В 1902 году пароходство «Оя кисэн» открыло морской рейс Цуруга-Владивосток. В августе 1902 года из Цуруга на линейном морском судне «Коцу Мару» отправился в своё путешествие по городам на побережье Японского моря Кикути Юхо (яп. 菊池幽芳 кикути ю:хо:, писатель эпох Мэйдзи-Тайсё), который уже в 1903 году издал путевые записки об этих городах «Нихонкай-сю юки» (яп. 日本海周遊記 нихонкай сю: ю:ки).

## Города-побратимы
- Мито, Япония (1965)
- Тонхэ, Республика Корея (1981)
- Находка, Россия (1982)
- Какамигахара, Япония (1989)
- Тайчжоу, Китай (2001)